# Gelenkviereck

Kurbelschwinge (engl. crank rocker). Die Basis, welche die beiden Festlager trägt, wird auch als Gestell bezeichnet und zählt als Glied des Gelenkvielecks. Siehe auch die Prinzipskizzen der unteren Abbildung.

Ein Gelenkviereck (englisch: four-bar linkage) ist ein Gelenkvieleck, das aus vier Gliedern (z. B. Stäben) besteht, die durch Gelenke an ihren Eckpunkten miteinander zu einem Viereck verbunden sind.
Andere Bezeichnungen sind (geschlossene) Viergelenkkette oder viergliedrige kinematische Kette.
Aus einem Gelenkviereck gebildete Getriebe heißen Viergelenkgetriebe.
Das Gelenkviereck kann auch zur mechanischen Darstellung mathematischer Funktionen eingesetzt werden oder von Bewegungszuordnungen, die empirisch aus Messreihen gewonnen wurden.
Ebene Gelenkvielecke, die ausschließlich über Drehgelenke miteinander verbunden sind, sind beweglich, wenn sie
1. über höchstens ebenso viele Drehgelenke verbunden sind, wie sie Glieder besitzen und
2. keine ihrer Glieder zu einem Dreieck miteinander verbunden sind.

Sie besitzen dann einen Laufgrad (Freiheitsgrad) größer gleich null und sind statisch unterbestimmt. Ein ideales Fachwerk setzt sich demgegenüber aus statisch bestimmten Gelenkketten zusammen.
Das Gelenkviereck ist die kinematische Kette  mit der kleinsten Anzahl der Glieder und nur einem angetriebenen Glied, das eine zwangläufige Bewegung ausführt, wenn eines der anderen Glieder ein ortsfestes Gestell ist. Das heißt, wenn ein Glied fixiert ist und eines der anderen Glieder wird um einen seiner Endpunkte gedreht, dann bewegen sich das dritte und das vierte in einer festgelegten Bewegung zwangläufig mit. Ab dem Gelenkfünfeck bedarf es zweier Antriebsbewegungen.
Solche Mechanismen werden als Koppelgetriebe bzw. genauer als Kurbelgetriebe (englisch: crank-rocker linkage) bezeichnet.
Die befestigte (Gestell-)Seite heißt Steg, die beiden ihr benachbarten Seiten bezeichnet man als Arme, die vierte Seite ist die Koppel(stange). Alle mit der Koppel direkt und indirekt fest verbundenen Punkte heißen Koppelpunkte, ihre Bewegungen beschreiben Koppelkurven (englisch: coupler curve).
Um zu ermitteln, ob eines der Glieder eine vollständige Drehung ausführen kann, wendet man die Grashofsche Regel an, die besagt, dass bei einem ebenen Gelenkviereck eine kontinuierliche Relativbewegung zwischen zwei Gliedern nur dann möglich ist, wenn die Summe der Längen von dem kürzesten und dem längsten Glied kleiner ist als die Summe der Längen der beiden anderen Glieder.

Gelenkvierecke (englisch:four-bar linkage). In der ersten und letzten Abbildung können zwei Arme rotieren, in der zweiten Abbildung nur der rechte Arm und in der dritten Abbildung gar keiner. Rotierende Arme werden auch als Kurbel bezeichnet.

Viele Mechanismen im Alltag wie in der Technik können auf Gelenkvierecke zurückgeführt werden.